# Le Mans
Le Mans (pronunciado: /ləˈmɑ̃/) es una ciudad y comuna francesa, capital del departamento de Sarthe, de la región de Países del Loira. Tiene unos 150 mil habitantes y se sitúa a unos doscientos kilómetros al suroeste de París. Es mundialmente conocida por las 24 Horas de Le Mans, la carrera de automovilismo de resistencia más prestigiosa del mundo. Entre los interesados en la historia del arte, también es conocida por la arquitectura gótica de su catedral de San Julián. 
Sus habitantes son llamados manceaux en francés.

## Geografía
Está ubicada en el Gran Oeste francés y en el centro del departamento de Sarthe, a 185 km al suroeste de París. La ciudad es atravesada por el río Sarthe.

### Clima
| Parámetros climáticos promedio de Le Mans (normales 1991–2020) | Parámetros climáticos promedio de Le Mans (normales 1991–2020) | Parámetros climáticos promedio de Le Mans (normales 1991–2020) | Parámetros climáticos promedio de Le Mans (normales 1991–2020) | Parámetros climáticos promedio de Le Mans (normales 1991–2020) | Parámetros climáticos promedio de Le Mans (normales 1991–2020) | Parámetros climáticos promedio de Le Mans (normales 1991–2020) | Parámetros climáticos promedio de Le Mans (normales 1991–2020) | Parámetros climáticos promedio de Le Mans (normales 1991–2020) | Parámetros climáticos promedio de Le Mans (normales 1991–2020) | Parámetros climáticos promedio de Le Mans (normales 1991–2020) | Parámetros climáticos promedio de Le Mans (normales 1991–2020) | Parámetros climáticos promedio de Le Mans (normales 1991–2020) | Parámetros climáticos promedio de Le Mans (normales 1991–2020) |
| Mes                                                            | Ene.                                                           | Feb.                                                           | Mar.                                                           | Abr.                                                           | May.                                                           | Jun.                                                           | Jul.                                                           | Ago.                                                           | Sep.                                                           | Oct.                                                           | Nov.                                                           | Dic.                                                           | Anual                                                          |
| -------------------------------------------------------------- | -------------------------------------------------------------- | -------------------------------------------------------------- | -------------------------------------------------------------- | -------------------------------------------------------------- | -------------------------------------------------------------- | -------------------------------------------------------------- | -------------------------------------------------------------- | -------------------------------------------------------------- | -------------------------------------------------------------- | -------------------------------------------------------------- | -------------------------------------------------------------- | -------------------------------------------------------------- | -------------------------------------------------------------- |
| Temp. máx. abs. (°C)                                           | 17.2                                                           | 21.8                                                           | 25.6                                                           | 30.3                                                           | 32.4                                                           | 39.7                                                           | 41.1                                                           | 40.5                                                           | 35.0                                                           | 30.0                                                           | 22.2                                                           | 18.3                                                           | 41.1                                                           |
| Temp. máx. media (°C)                                          | 8.4                                                            | 9.7                                                            | 13.3                                                           | 16.6                                                           | 20.1                                                           | 23.6                                                           | 26.0                                                           | 26.0                                                           | 22.2                                                           | 17.2                                                           | 11.9                                                           | 8.8                                                            | 17                                                             |
| Temp. media (°C)                                               | 5.5                                                            | 5.9                                                            | 8.7                                                            | 11.3                                                           | 14.9                                                           | 18.2                                                           | 20.3                                                           | 20.1                                                           | 16.7                                                           | 13.0                                                           | 8.6                                                            | 5.9                                                            | 12.4                                                           |
| Temp. mín. media (°C)                                          | 2.7                                                            | 2.2                                                            | 4.0                                                            | 6.0                                                            | 9.7                                                            | 12.9                                                           | 14.6                                                           | 14.3                                                           | 11.2                                                           | 8.8                                                            | 5.2                                                            | 2.9                                                            | 7.9                                                            |
| Temp. mín. abs. (°C)                                           | -18.2                                                          | -17.0                                                          | -11.3                                                          | -4.9                                                           | -3.7                                                           | 1.6                                                            | 3.9                                                            | 3.2                                                            | -0.5                                                           | -5.4                                                           | -12.0                                                          | -21.0                                                          | -21.0                                                          |
| Precipitación total (mm)                                       | 65.9                                                           | 49.1                                                           | 52.2                                                           | 51.1                                                           | 63.2                                                           | 55.1                                                           | 49.4                                                           | 49.0                                                           | 50.8                                                           | 65.5                                                           | 67.1                                                           | 75.0                                                           | 693.4                                                          |
| Días de precipitaciones (≥ 1 mm)                               | 11.0                                                           | 9.6                                                            | 9.4                                                            | 9.0                                                            | 9.5                                                            | 7.9                                                            | 7.3                                                            | 7.1                                                            | 7.7                                                            | 10.6                                                           | 11.3                                                           | 11.6                                                           | 112                                                            |
| Horas de sol                                                   | 65                                                             | 94                                                             | 139                                                            | 180                                                            | 207                                                            | 221                                                            | 233                                                            | 226                                                            | 185                                                            | 118                                                            | 75                                                             | 67                                                             | 1810                                                           |
| Humedad relativa (%)                                           | 87                                                             | 83                                                             | 78                                                             | 74                                                             | 75                                                             | 73                                                             | 72                                                             | 74                                                             | 79                                                             | 86                                                             | 88                                                             | 88                                                             | 79.8                                                           |
| Fuente n.º 1: Meteo France                                     |                                                                |                                                                |                                                                |                                                                |                                                                |                                                                |                                                                |                                                                |                                                                |                                                                |                                                                |                                                                |                                                                |
| Fuente n.º 2: Infoclimat (humedad 1961–1990)                   |                                                                |                                                                |                                                                |                                                                |                                                                |                                                                |                                                                |                                                                |                                                                |                                                                |                                                                |                                                                |                                                                |

## Historia

### Antigüedad y Medievo
El origen de Le Mans se remonta a la Antigüedad. Excavaciones arqueológicas han permitido descubrir huellas de un oppidum sobre la colina del « vieux Mans » donde vivía una tribu gala: los aulercos cenómanos. Le Mans (por aquel entonces llamada Vindunum) fue conquistada en el año 56 a. C. El territorio se desarrolla entonces para convertirse en una de las principales ciudades del oeste francés.
Hacia finales del siglo III, la Galia es invadida por los bárbaros. Los habitantes se refugian entonces sobre la colina de Le Mans y construyen una muralla todavía hoy visible.
A lo largo de los siglos IV y V, pueblos bárbaros atraviesan la región (hunos) y se instalan (francos). Esta barbarización va a traer a Le Mans el cristianismo tras el bautismo de Clodoveo I, el primer rey de los francos. De hecho este último hizo asesinar al rey Rignomer en Le Mans.
Del siglo V al XIII, Le Mans sufre un periodo de anarquía feudal. El hecho más importante de la época es seguramente la cristianización de Le Mans por san Julián de Le Mans, que habría sido su primer obispo. El obispado de Le Mans es muy importante porque en aquellos tiempos fue uno de los más extensos del reino. Numerosos edificios religiosos fueron construidos durante esta época.
La ciudad conoce poco períodos de paz y de desarrollo hasta el siglo XIII. Tras el reinado de Carlomagno los condes de Maine tuvieron dificultades para mantenerse. Normandía y Anjou se disputaron este territorio. Maine continuó a ser objetivo de los pueblos de alrededor hasta la llegada de Felipe Augusto en 1204 que se convirtió en propietario de Maine. Fue entonces cuando terminó la época de violencias feudales. La monarquía, apoyada por la Iglesia, se confirma y el prestigio de la ciudad aumenta por su función religiosa y su papel económico. Le Mans se agranda más allá de sus muros. Son construidas nuevas vías de acceso, la navegación en el Sarthe se activa y la circulación de hombres y mercancías se acentúa con la creación de mercados y ferias.
Le Mans fue escenario de numerosas batallas, obligando a sus habitantes a recogerse detrás de las murallas y a derribar los extramuros. Los ingleses fueron definitivamente expulsados en 1443. Tras la muerte del último conde (Carlos, hijo de René de Anjou) el rey Luis XI hereda el Maine. La ciudad se transforma, los negocios se reanudan y la cultura se expande.

### Edad Moderna
Pero rápidamente fue víctima de la guerra civil entre los calvinistas y los católicos. Duró una treintena de años hasta la llegada de Enrique IV a Le Mans en 1589.
Los siglos XVII y XVIII estuvieron marcados por el desarrollo de la artesanía, sobre todo en lo que se refiere a la producción de cera y textil. En este último aspecto Le Mans obtuvo un prestigio internacional, pues en 1740 dos tercios de la producción eran exportados al extranjero. La industria textil fue la más dinámica hasta el siglo XIX.

### Edad Contemporánea
Rápidamente los manceaux entienden la importancia del ferrocarril. En 1844 Le Mans se interesa por la línea entre París y Rennes. Esta línea se la disputan Alençon y Le Mans. Finalmente la última localidad obtiene la adjudicación. Esto cambió la estructura total de la ciudad, se instalaron nuevas industrias y se implantaron comercios. La población aumentó considerablemente.
Hacia 1840, Ernest Sylvain Bollée fundó varias empresas. Su hijo Amédée Bollée creó varios coches de vapor a partir de 1873. En 1887 Amédée Bollée hijo fabricó su primer coche a combustible. León Bollée, su hijo, fundó más tarde una empresa de automóviles que funcionó hasta los años 30.
En 1885 las empresas de Le Mans pierden fuerza o se mantienen. Solamente el tratamiento de metales aumenta, gracias al apogeo de la mecánica.
Precisamente con este apogeo, Georges Durand fundó el Automobile Club de la Sarthe que se convirtió en el Automobile Club del Oeste. Organizó un primer gran premio en 1911.

#### Las guerras mundiales en elsigloXX
El periodo entre las guerras estuvo marcado por la instalación de la fábrica Renault en 1936. La fábrica aprovechó la economía de guerra en 1940 produciendo piezas a los alemanes. Tras la guerra la fábrica se desarrolló aún más, y hoy en día sigue siendo la más importante concentración obrera de Le Mans.
En la Segunda Guerra Mundial (1939-1945), la ciudad fue cuartel general y depósito general del VII cuerpo de ejército alemán. Fue liberada el 8 de agosto de 1944, a las 17 horas, por la 79 división de infantería del ejército de los Estados Unidos.
Los años 1980 estuvieron marcados por la creación de nuevos ejes de comunicación: las líneas TGV que unen París con el Oeste pasan por Le Mans para recorrer Nantes y Rennes. Las autopistas la unen con París, Alençon, Rennes y Nantes.
Le Mans estaba habitada por 19 000 habitantes en 1816, y 45 000 en 1916. Actualmente consta de más de 100 000 habitantes. La pequeña ciudad industrial se ha convertido en una ciudad media de importancia regional.

## Demografía
| 18 855 | 18 081 | 19 030 | 18 881 | 19 792 | 23 164 | 25 189 | 27 461 | 27 059 | 34 664 | 37 209 | 45 230 | 46 981 | 50 175 | 55 347 | 57 591 | 57 412 | 60 075 | 63 272 | 65 467 | 69 361 | 71 783 | 72 867 | 76 868 | 84 525 | 100 455 | 111 891 | 132 181 | 143 246 | 152 285 | 147 697 | 145 502 | 146 105 | 144 164 | 143 325 |
| Para los censos de 1962 a 1999 la población legal corresponde a la población sin duplicidades (Fuente: INSEE [Consultar]) |        |        |        |        |        |        |        |        |        |        |        |        |        |        |        |        |        |        |        |        |        |        |        |        |         |         |         |         |         |         |         |         |         |         |

## Administración
La ciudad es administrada por el consejo municipal compuesto de 55 consejeros elegidos por seis años. El consejo elige el alcalde. Desde la década de 1970 todos los alcaldes de Le Mans han pertenecido a partidos de izquierda y han tenido mandatos largos: estos son Robert Jarry (1977-2001) del Partido Comunista, Jean-Claude Boulard (2001-2018) del Partido Socialista y Stéphane Le Foll, desde 2018 hasta la actualidad, también del Partido Socialista.

## Patrimonio

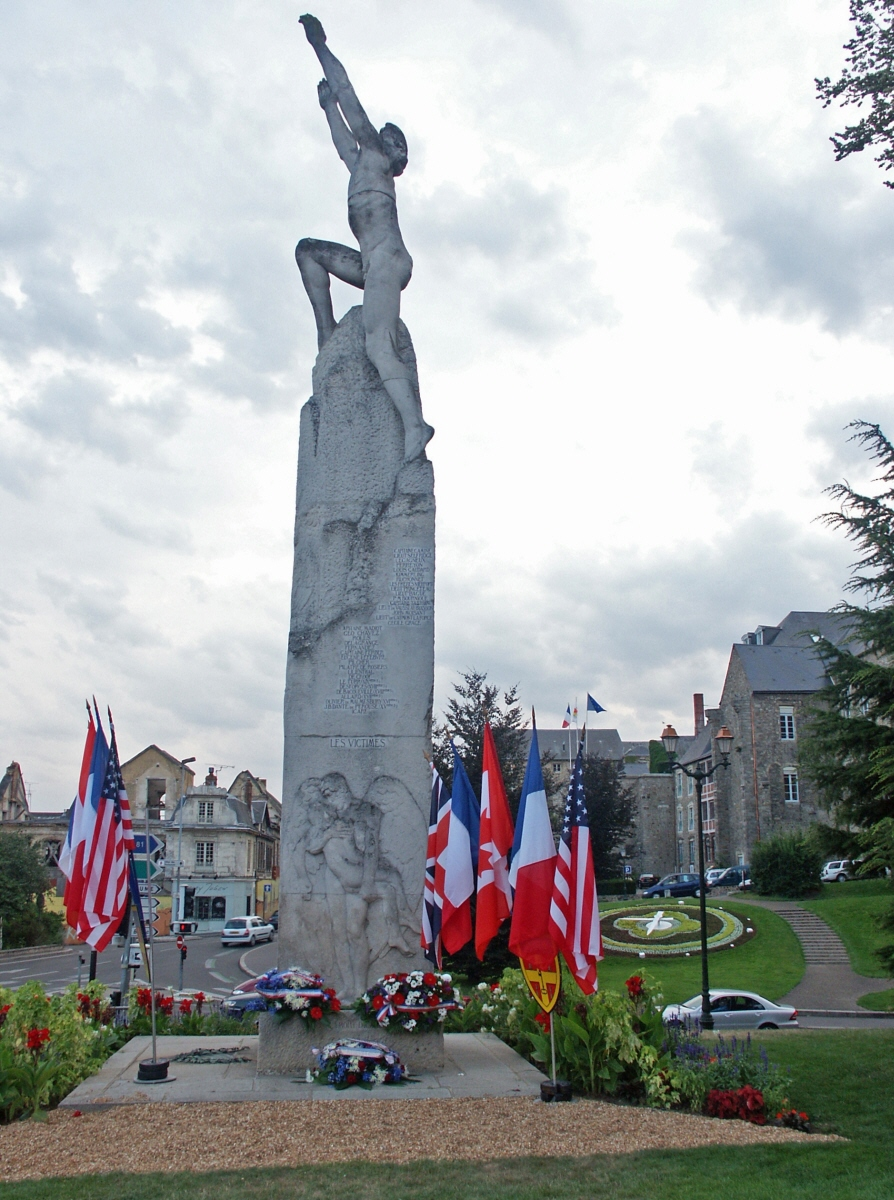
Estatua en homenaje a Wilbur Wright

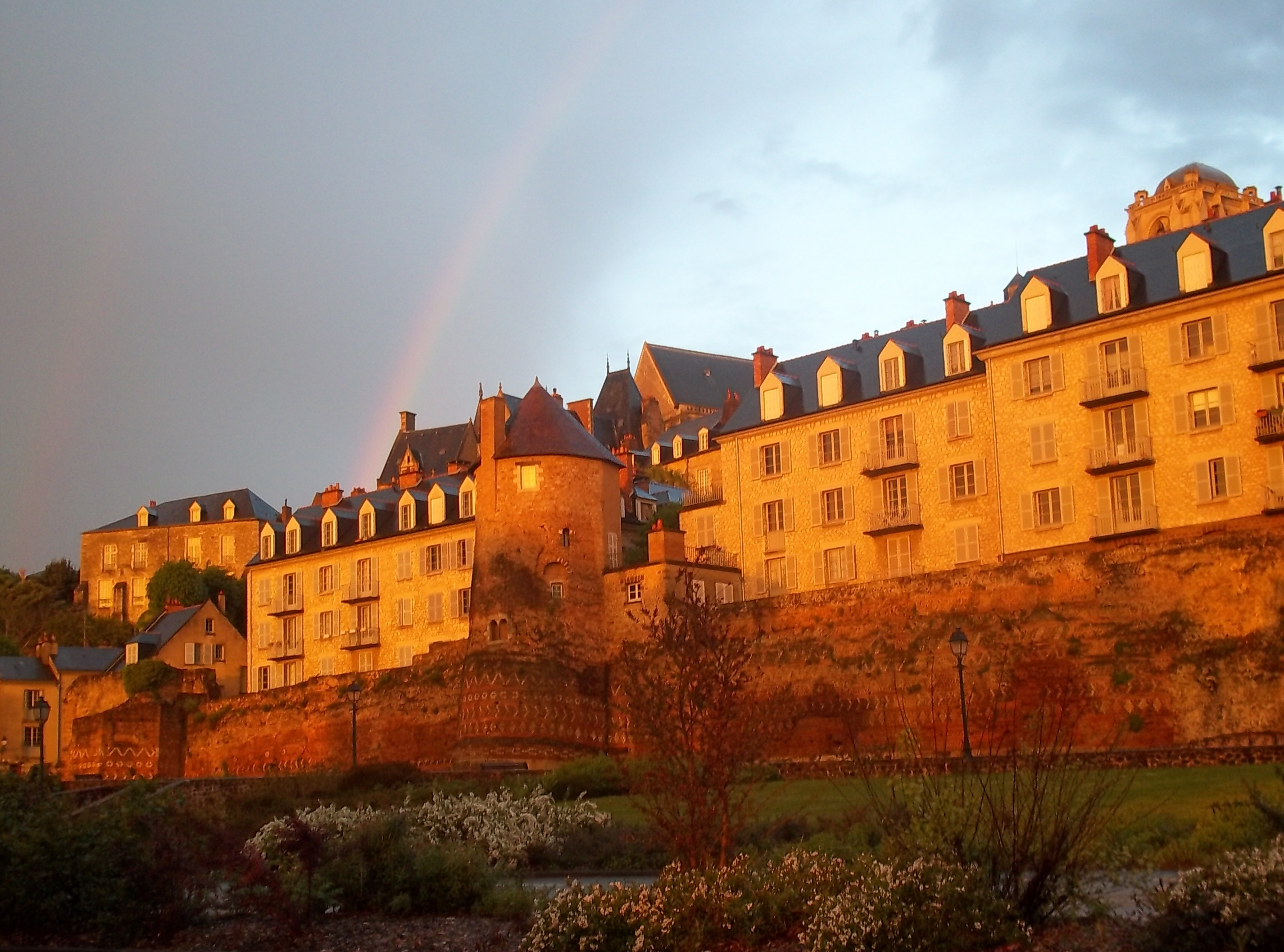
Muralla romana

Le Mans tiene una ciudad antigua bien conservada (Cité Plantagenêt, también llamada Vieux Mans) y una catedral: la catedral de San Julián, dedicada al santo Julián de Le Mans, que es honrado como el primer obispo de la ciudad. Hay restos de una muralla romana en la ciudad antigua y unos baños romanos junto al río.
El Museo de Tessé es un destacado edificio del siglo XIX. Es uno de los grandes museos de Mans junto al museo de Allonnes y el nuevo museo de arqueología. El museo fue creado durante el reinado de Luis XVI y conoció diversas evoluciones y variantes. Hoy en día, es conocido sobre todo por sus colecciones egipcias y representaciones pictóricas mitológicas de primer orden. El museo de la reina Berenguela agrupa las obras sobre la historia de la Sarthe y sobre la vida de Le Mans.
También posee un jardín botánico de cuatro hectáreas, llamado Arboretum de la Grand Prée.

## Deportes
La ciudad de Le Mans es mundialmente conocida por las 24 Horas de Le Mans, la carrera de automovilismo de resistencia más prestigiosa del mundo y uno de los eventos deportivos más célebres en Francia. Se disputa desde 1923 en el Circuito de la Sarthe y forma parte del Campeonato Mundial de Resistencia. Los equipos están constituidos por tres pilotos que conducen relevándose. Hay varias categorías de coches inscritas en la carrera. La Copa Intercontinental Le Mans, la American Le Mans Series, la European Le Mans Series y el Japan Le Mans Challenge y son campeonatos de automóviles deportivos nombrados en referencia a dicha carrera.
El complejo desarrollado alrededor del Circuito de La Sarthe también alberga carreras de 24 horas de motocicletas (las 24 Horas de Le Mans de Motociclismo del Campeonato Mundial de Motociclismo de Resistencia), kartings e incluso camiones. Por su parte, el Circuito Bugatti ha recibido a diversas categorías internacionales de deporte motor, incluyendo el Gran Premio de Francia de Motociclismo del Campeonato Mundial de Motociclismo, el Gran Premio de Francia de 1967 de Fórmula 1, y el Deutsche Tourenwagen Masters.
También existen las 24 horas roller y las 24 horas del libro.
En la ciudad se encuentra el Le Mans Football Club, club de fútbol que participa en la tercera división de fútbol de Francia, y el Le Mans Sarthe Basket, cuádruple campeón de Francia de baloncesto.

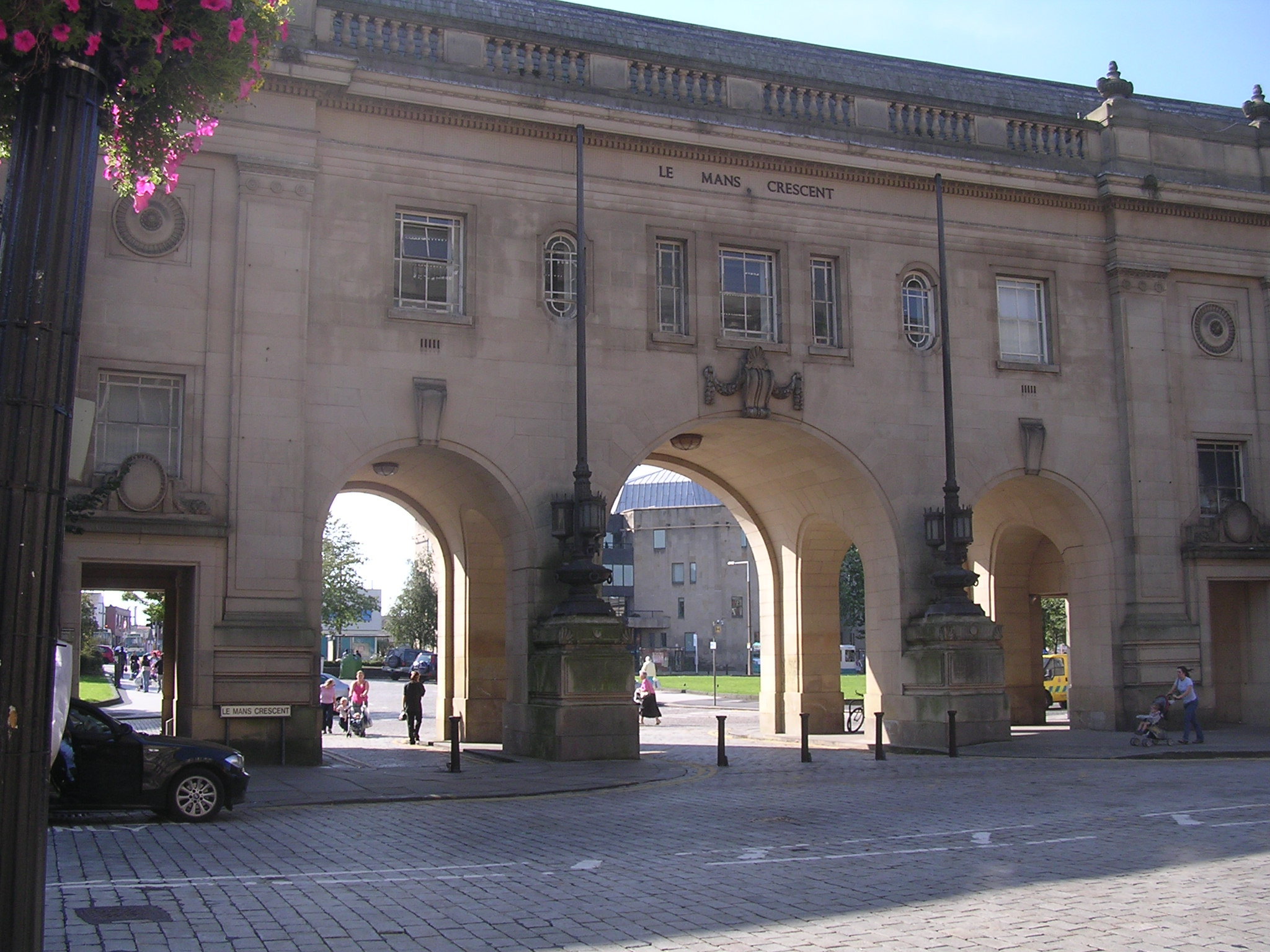
Entrada del Le Mans Crescent de Bolton.

## Ciudades hermanadas
El hermanamiento más reciente firmado por la ciudad de Le Mans es con la ciudad española de Tudela, en Navarra, acuerdo firmado el 20 de enero de 2022 y motivado por el vínculo que para las dos ciudades representa la figura de la reina Berenguela de Navarra, muerta en Le Mans.También está hermanada con la pequeña ciudad de Quintanar de la Orden, en la provincia de Toledo, desde 1980. El resto de ciudades hermanadas con Le Mans, de la más antigua a la más reciente, son las siguientes:
- Paderborn (Alemania), desde el 3 de junio de 1967, 139 000 hab.

- Bolton (Inglaterra), desde el 9 de marzo de 1974, 265 400 hab.
- Rostov del Don, desde el 23 de mayo de 1981, 1 200 000 hab.Placa del hermanamiento en Rostov del Don.

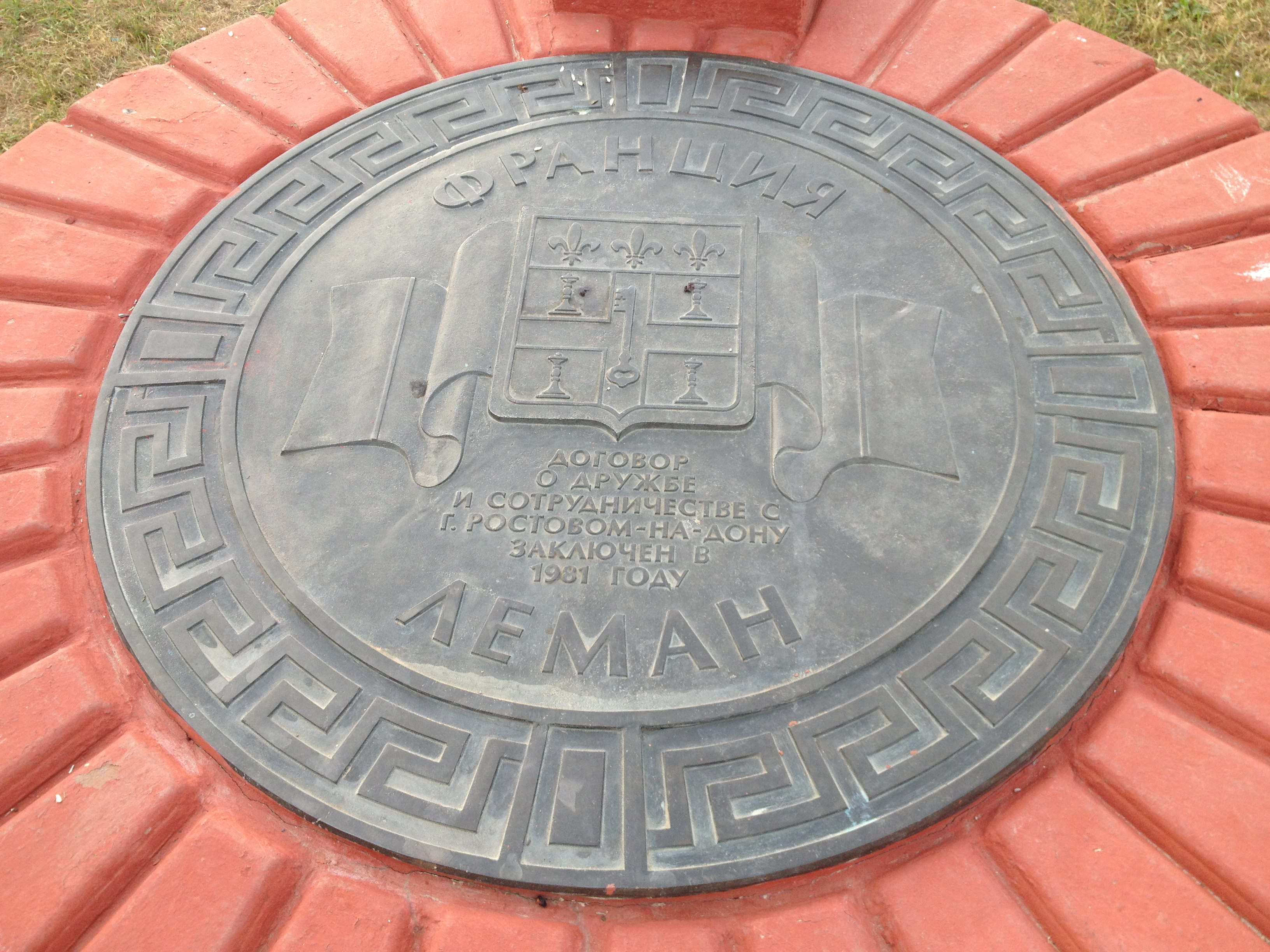
Placa del hermanamiento en Rostov del Don.

- Hausa (Sahara occidental), desde el 10 de enero de 1982, 8769 hab.[9]
- Volos (Grecia), desde el 28 de enero de 1983, 78 000 hab. Como Le Mans, posee un patrimonio histórico importante (periodo helenístico).
- Suzuka (Japón), desde el 27 de mayo de 1990, 182 600 hab. (pacto de amistad y cooperación), conocida por su circuito, realiza una prueba del campeonato del mundo de Fórmula 1. La ciudad constituye un suburbio de Nagoya, la tercera ciudad más grande de Japón.
- Xianyang (China), desde 2001, 465 800 hab.
- Alejandría (Egipto), 3 328 196 hab. Hermanamiento realizado en diciembre de 2007 en el marco de investigaciones arqueológicas.